# 安德森克里克鎮區 (北卡羅萊納州哈尼特縣)
安德森克里克鎮區（英語：Anderson Creek Township）是位於美國北卡羅萊納州哈尼特縣的一個鎮區。

## 地方資料
安德森克里克鎮區的面積為173.00平方千米，當中陸地面積為171.80平方千米，而水域面積為0.20平方千米。根據2020年美國人口普查的數據，當地共有人口23130人，而人口密度為每平方千米133.7人。